# Sylvia Kritzinger
Sylvia Kritzinger (* 1974 in Bozen) ist eine italienische Politikwissenschaftlerin und Hochschullehrerin.

## Leben
Sie studierte Politikwissenschaften, Publizistik und Kommunikationswissenschaften an der Universität Wien (Diplomarbeit: Die Öffentlichkeitsarbeit der Lega Nord auf ihrem Weg zur Unabhängigkeitserklärung am 15. September 1996), am Institut für Höhere Studien und am Trinity College Dublin. 2002 wurde sie zur Dr. phil. an der Universität Wien promoviert (Die Legitimität und die Bewertung der Europäischen Union in Italien. Politische und wirtschaftliche Faktoren). Von 2000 bis 2003 war sie am Trinity College Dublin zuerst als Research Fellow und dann als Lecturer an der Abteilung für Politikwissenschaften tätig. Von 2003 bis 2007 war sie Assistenzprofessorin am Institut für Höhere Studien, Abteilung Politikwissenschaften, in Wien. Seit 2007 ist sie Professorin für Methoden der Sozialwissenschaften am Institut für Staatswissenschaft der Universität Wien (Schwerpunkt: quantitative Methoden der Sozialwissenschaften).

## Forschung und Lehre
Ihre Forschungsschwerpunkte sind öffentliche Meinung und Wahlforschung, Repräsentationsforschung und politische Partizipation, und Umfrageforschung.

## Schriften (Auswahl)
- mit Thomas Bernauer, Detlef Jahn, Patrick M. Kuhn und Stefanie Walter: Einführung in die Politikwissenschaft. Baden-Baden 2022, ISBN 3-8487-7938-2.